# Возуцький монастир
Возуцький монастир (серб. Манастир Возућа) або Возучица — це монастир Дабро-Боснійської митрополії Сербської православної церкви, розташований за 5 км від міста Возуча у громаді Завидовичі Зеницько-Добойського кантону Федерації Боснія і Герцеговина, на лівому березі річки Кривая біля підніжжя гори Озрен та присвячений святій трійці.

## Історія
Зазвичай датою його заснування називають 14 століття, але у деяких джерелах датою створення називають 16 століття, приблизно після 1577 року, а його перша згадка датується 1617 роком у документі «Листвиця» писаря Петара. Засновником монастиру є Стефан Драгутин. Після того як його покинули у 1690 року під час Великої турецької війни він залишався порожнім більше століття, тому що монахи залишили монастир під загрозою окупації Османської імперії, а місцеве населення знайшли притулок у Славонії та Посавині, коли чернеці знайшли собі місце у монастирі Гопово. Але частина населення залишилася, що й дало поштовх на відправку у Возучу священника Міліча. У 19 столітті двічі підлягав ремонту, між 1856 та 1859 роками, після чого у 1884 році. У 1858 біля монастирю була побудована початкова школа на фундаменті келій для чернеців, але вона була закрита у 1894 році. Також того року до церкви прибудували дерев'яну дзвіницю, але у 1917 році, австро-угорська влада відібрала колокол.
Під час другої світової війни монастир познав сильних ушкоджень — у 1941 році монастир пограбували війська Незалежної держави Хорватія, а в 1942 дзвіниця та будівля школи були спалені боснійським ополченням, як і низка дерев'яних домів біля монастиру. Після війни монастир було відремонтовано, а в 1989 звели нову дзвіницю, яка замінила ранішу кам'яну, яка не відповідала історичним цінностям. У 1991 році монастир був електрифікований. Серйозних руйнувань монастир зазнав під час Боснійської війни, коли 10 вересня 1995 року Армія республіки Боснія і Герцеговина відбила у Армії Республіки Сербської монастир та території неподалеку. Дзвіниця була спалена, мідний дах був розобраний та вивезений, а будівля була розмальована графіті зсередини. Також у даху монастиря були знайдені дві тромбонні міни
Після війни монастир був повністю спустошений. Процес відбудови почався у 2006 році. 25 липня 2015 року Єпископ Григорій провів освячення монастиру, а хрест який зберіг Боснійський військовий був переданий монастиру. Але будівля п'ять років стояла без даху, та у 2010 році монастир усе ще був у процесі реконструкції. Реконструкція велася за кошти мешканців Возучі, а ініціаторами стали протоієрей Серафим Маркович та священик Єфто Попович.
У 2004 році Комісія зі збереження національних пам'яток Боснії і Герцеговини оголосила Возуцький монастир національною пам'яткою. Але у 2020 році монастир пограбували.